# Temnochila virescens
Temnochila virescens är en skalbaggsart som först beskrevs av Fabricius.  Temnochila virescens ingår i släktet Temnochila och familjen flatbaggar. Inga underarter finns listade i Catalogue of Life.